# Lac Edith
Pour les articles homonymes, voir Edith.
Le lac Edith (en anglais : Edith Lake) est un lac américain dans le comté de Tuolumne, en Californie. Il est situé à 1 922 mètres d'altitude au sein de la Yosemite Wilderness, dans le parc national de Yosemite.